# Ruta de Illinois 81
La Ruta de Illinois 81, y abreviada IL 81 (en inglés: Illinois Route 81) es una carretera estatal estadounidense ubicada en el estado de Illinois. La carretera inicia en el sur desde la US 150     en Lynn Center hacia el norte en la IL 78     en Kewanee. La carretera tiene una longitud de 41,5 km (25.78 mi).

## Mantenimiento
Al igual que las autopistas interestatales, y las rutas federales y el resto de carreteras estatales, la Ruta de Illinois 81 es administrada y mantenida por el Departamento de Transporte de Illinois por sus siglas en inglés IDOT.